# Wright StreetCar
De Wright StreetCar is een gelede lagevloerbus met een lengte van 18,7 meter. Het busmodel werd in 2006 ontwikkeld door de Britse busbouwer Wrightbus, speciaal voor het FTR-project in Leeds, Luton en Swansea.

## Inzet
De Wright StreetCar wordt vooral ingezet in het Verenigd Koninkrijk. De eerste afnemer was het bedrijf First Group. Daarnaast bestelde Regional Transportation Commission of Southern Nevada 50 exemplaren met hybride aandrijving. Deze bussen kregen een carrosserie van Hess en kwamen in 2009 in dienst.